# Pete Wilson
Peter Barton Wilson (Lake Forest, 23 de agosto de 1933) es un político y abogado estadounidense, que se desempeñó como gobernador de California entre 1991 a 1999. Es miembro del Partido Republicano, por el cual se desempeñó como Senador de los Estados Unidos representando a California entre 1983 y 1991, así como también Alcalde de San Diego entre 1971 para 1983.

## Biografía
Nació en Lake Forest, Illinois. Wilson estudió en la UC Berkeley School of Law, tras un paso por el Cuerpo de Marines de los Estados Unidos. Comenzó a ejercer como abogado de manera privada en San Diego, a la par que hacía campaña para los republicanos Richard Nixon y Barry Goldwater. Wilson ganó la elección para la Asamblea Estatal de California en 1966, para luego ser electo como Alcalde de San Diego en 1971. Se mantuvo en el cargo hasta 1983, cuando fue electo al senado estadounidense.
Una vez en la cámara alta, Wilson fue partidario de la Iniciativa de Defensa Estratégica y de la Ley de Libertades Civiles de 1988, como a la vez Ley Presupuestaria Ómnibus de Reconciliación de 1990, la cual buscaba mejorar la recaudación presupuestaria del país. Renunció a su banca una vez que fue electo como gobernador de California en 1990.
En su mandato como gobernador Wilson firmó la «ley de las tres ofensas», como también apoyó la desregulación and límites a los mandatos gubernamentales. Apoyó la Proposición 187, que establecía un sistema de ciudadanía estatal para evitar que los inmigrantes ilegales utilicen prestaciones sociales, que fue tachada de inconstitucional, aunque no se logró su derogación. Intentó postular en las primarias republicanas de 1996, pero abandonó prontamente la carrera.
Wilson se retiró de la vida pública tras dos mandatos como gobernador. Desde entonces, se dedicó a la vida empresarial, además de integrar diversas organizaciones políticas. Es uno de los más reconocidos miembros conservadores de la Hoover Institution. También codirigió la campaña de Arnold Schwarzenegger que lo llevó a la gobernatura en 2003, como también dirigió la de Larry Elder, quien no logró ser electo en 2021.